# Миттелозен
Миттелозен (фр. Mittelhausen [mitəlawzən]) — упразднённая коммуна на северо-востоке Франции в регионе Эльзас — Шампань — Арденны — Лотарингия, департамент Нижний Рейн, округ Саверн, кантон Буксвиллер. До марта 2015 года коммуна административно входила в состав упразднённого кантона Ошфельден (округ Страсбур-Кампань). Упразднена с 1 января 2016 года и объединена с коммунами Вингерсайм, Женсайм и Оатсенайм в новую коммуну Вингерсайм-ле-Катр-Бан.
Площадь коммуны — 4,81 км², население — 550 человек (2006) с тенденцией к стабилизации: 551 человек (2013), плотность населения — 114,6 чел/км².

## Население
Население коммуны в 2011 году составляло 547 человек, в 2012 году — 556 человек, а в 2013-м — 551 человек.
| 1962 | 1968 | 1975 | 1982 | 1990 | 1999 | 2006 | 2008 | 2011 | 2012 | 2013 |
| ---- | ---- | ---- | ---- | ---- | ---- | ---- | ---- | ---- | ---- | ---- |
| 405  | 394  | 379  | 435  | 490  | 509  | 550  | 547  | 547  | 556  | 551  |

Динамика населения:

## Экономика
В 2010 году из 349 человек трудоспособного возраста (от 15 до 64 лет) 255 были экономически активными, 94 — неактивными (показатель активности 73,1 %, в 1999 году — 75,2 %). Из 255 активных трудоспособных жителей работали 244 человека (120 мужчин и 124 женщины), 11 числились безработными (шестеро мужчин и 5 женщин). Среди 94 трудоспособных неактивных граждан 39 были учениками либо студентами, 35 — пенсионерами, а ещё 20 — были неактивны в силу других причин.